# (468) Lina
(468) Lina est un astéroïde de la ceinture principale découvert par Max Wolf le 18 janvier 1901.